# ری کولفر
ری کولفر (انگلیسی: Ray Colfar; ۴ دسامبر ۱۹۳۵ – ۳۱ دسامبر ۲۰۲۰) بازیکن فوتبال اهل بریتانیا بود.
از باشگاه‌هایی که در آن بازی کرده‌است می‌توان به باشگاه فوتبال کریستال پالاس، باشگاه فوتبال کمبریج یونایتد، باشگاه فوتبال گیلفورد سیتی، باشگاه فوتبال آکسفورد یونایتد، باشگاه فوتبال ساتون یونایتد، و باشگاه فوتبال ویمبلدون اشاره کرد.